# Patronage Sainte-Anne
El Patronage Saint-Anne és un club de futbol congolès de la ciutat de Brazzaville. Els seus colors són el blau i el blanc.

## Palmarès
- Lliga de la República del Congo de futbol:[2]
  - 1969, 1986
- Copa de la República del Congo de futbol:[3]
  - 1988